# Río Binačka Morava
El Binačka Morava (macedonio y cirílico serbio: Биначка Морава, albanés: Morava e Binçës) es un río que discurre por el sudeste de Kosovo y Macedonia del Norte. Fluye generalmente en dirección suroeste-noreste, desde la frontera con Macedonia hasta Bujanovac, donde, después de 49 km, se encuentra con el Preševska Moravica, para crear el río Morava meridional.

## Nacimiento
El río nace en la montaña de Skopska Crna Gora, en Macedonia del Norte, al norte de su capital, Skopie. Los arroyos de Ključevska reka y Slatinska reka se unen para formar el río Golema, que es, después de pasar la frontera entre Macedonia del Norte y Serbia, conocido como Binačka Morava.